# Csikesz Sándor
Csikesz Sándor (Drávafok, 1886. január 8. – Debrecen, 1940. február 18.) református lelkipásztor, tudós teológus, egyetemi tanár.

## Életpálya
Tanulmányait Budapesten, majd Berlinben végezte. Kiscsányoszrón református lelkész volt 1911. március 19. és 1924. december 31. között. Ő alapította a Felsőbaranyai Kálvinista Szövetséget, illetve ő volt a Baranyai Kálvinista Lobogó szerkesztője.
Az első világháború kitörésétől kezdve a protestáns egyházak vallásos olvasmányokkal – tractátusokkal, Bibliákkal, különböző imakönyvekkel, folyóiratokkal – látták el a hadba vonult saját vallású katonáikat. 1915 tavaszán a bécsi „Evangelischer Oberkirchenrath” segédkönyvekkel ajándékozta meg a Monarchia protestáns katonáit. A Bécsben szolgáló protestáns tábori lelkészek közreműködésével két füzetet adott ki, mindegyiket négy nyelven, németül, magyarul, csehül és lengyelül. Magyar címük: „Egyházi énekek négy nyelven ág. hitv. evang. és ref. katonai istentiszteletek számára” és „Úrvacsorai rövid ágenda ág. hitv. ev. és ref. vallású betegek számára.” A négynyelvű ágenda és énekeskönyv magyar részét Csikesz Sándor írta. Ugyancsak Csikeszt bízta meg a Református Egyetemes Konvent a magyar református katonai ágendás könyv, illetve a Hadikórházban című segédkönyv megírásával is.
A Református Egyetemes Konvent megbízásából a tábori lelkészet ügyeit – Baltazár Dezső püspök után – 1917. év őszétől 1918. májusig Csikesz Sándor vezette.
1922-ben meghívták a Debreceni Kollégiumba, majd 1923-ban a Tisza István Tudományegyetem Hittudományi Karára gyakorlati teológia tanárnak. Az Országos Református Lelkészegyesületnek 20 éven át főtitkára, majd alelnöke volt. 1925-ben ő alapította és szerkesztette a Theologiai Szemle című folyóiratot, valamint 1928-tól a Theológiai Tanulmányok című sorozatot. Számos cikke, előadása jelent meg különböző folyóiratban.
Ő volt az Országos Református Kiállítás főszervezője, illetve a Debreceni Kollégium fennállásának 400. évfordulójára (1938) rendezett ünnepségek szervezője.

## Műveinek listája
- Egyházi énekek négy nyelven ág. hitv. evang. és ref. katonai istentiszteletek számára
- Úrvacsorai rövid ágenda ág. hitv. ev. és ref. vallású betegek számára.
- A négynyelvű ágenda és énekeskönyv magyar része.
- Magyar református katonai ágendás könyv.
- Hadikórházban.
- A szektákról. (Debrecen, 1925.)
- A falusi gyermek-istentiszteletekről. (Debrecen, 1926.)
- A magyar ref. gyakorlati theologia. (Debrecen, 1934.)
- A ref. istentiszteleti hely fogalma és megépítésének irányelvei. (Debrecen, 1934.)
- Kálvin pásztori igehirdetése módszerének legfőbb elemei (A „Kálvin és a kálvinizmus” c. könyvben). (Debrecen, 1936.)
- D. Dr. Baltazár Dezső. (Debrecen, 1936.)
- A Kossuth utcai templom belső díszítése. (Debrecen, 1937.)
- A debreceni ref. kollegiumi nevelés lényeges vonásai. (Debrecen, 1937.)
- Bíráló jegyzetek a kátétanítás újabb módszertanához. (Debrecen, 1938.)
- A debreceni kollégium évszázados külföldi kapcsolatainak vázlata. (Debrecen, 1939.)
- Csikesz Sándor prédikációi. (Debrecen, 1940.)
- Csikesz Sándor előadásai. (Debrecen, 1941.)
- Csikesz Sándor értekezései. (Debrecen, 1943.)

Külföldön is tartott előadásokat. Előszót, illetőleg életrajzot írt Otrokocsi Fóris Ferenc „Furor bestiae” cimű általa közrebocsátott művének magyar, illetőleg latin kiadásához (1933.). Cikkei is vannak, és lapokat is szerkesztett.